# Bieler Spitze
Bieler Spitze – szczyt w paśmie Silvretta w Alpach Retyckich. Leży na granicy dwóch austriackich krajów związkowych: Vorarlbergu na zachodzie oraz Tyrolu na wschodzie. U jego południowych podnóży leży przełęcz Bielerhöhe, poprzez którą Bieler Spitze sąsiaduje z Hohes Rad. W pobliżu leży także sztuczny zbiornik wodny – Silvretta.
Najbliżej położonym schroniskiem jest Madlenerhaus na wysokości 1986 m. Stamtąd wejście na szczyt zajmuje około 1:45 h.